# 斯波尔马焦雷
斯波尔马焦雷（義大利語：Spormaggiore），是意大利特伦托自治省的一个市镇。总面积30平方公里，人口1299人，人口密度43.3人/平方公里（2009年）。ISTAT代码为022180。